# Triesen
Triesen é a terceira mais extensa comuna do Liechtenstein. Tem uma população contada entre 4.381 habitantes, segundo dados de 2002, e uma densidade populacional de 166 habitantes por km². Tem uma área, aproximadamente, de 26 km² e situa-se na fronteira com a Suíça, mesmo no sul do país. O seu território é fronteiresco, a Norte, com a comuna de Vaduz e a sudoeste com Balzers, a nordeste com Triesenberg e a Este com exclaves de Vaduz e de Schaan. No centro do seu território está encravada uma exclave de Balzers. Não tem enclaves.
Entre o património local contam-se várias igrejas datadas do século XV. Um moinho de vento datado de 1863 foi também tido como um monumento histórico.